# Clarence Hammar
Karl Adolf Clarence Hammar (* 23. Juni 1899 in Solna; † 31. Dezember 1989 in Haninge) war ein schwedischer Segler.

## Erfolge
Clarence Hammar, der Mitglied im Kungliga Svenska Segelsällskapet war, gab 1924 in Paris sein olympisches Debüt im Monotyp 1924. Er erreichte bei der in Meulan-en-Yvelines stattfindenden Regatta zunächst das Finale, wurde in diesem jedoch letzter und schloss den Wettbewerb damit auf dem sechsten Platz ab. Bei den Olympischen Spielen 1928 in Amsterdam gewann er in der 8-Meter-Klasse dagegen die Bronzemedaille. Er war Skipper der Sylvia, die in sieben Wettfahrten zwei Siege einfuhr und damit hinter dem französischen Boot L’Aile VI und den Niederländern auf der Hollandia Dritte wurde. Die Schweden wurden mit der Sylvia zwar ebenso wie die Niederländer zweimal Erste und erreichten wie die Hollandia auch zweimal den zweiten Platz, ausschlaggebend für die Platzierung war aber letztlich die Anzahl der dritten Plätze, die sich bei der Hollandia auf dreimal belief, bei der Sylvia dagegen nur auf einmal. Zur Crew der Sylvia gehörten Tore Holm, Wilhelm Törsleff, John Sandblom und dessen Söhne Philip und Carl Sandblom.